# Lantanoidi
Lantanoidi (ili lantanidi) su skupina od 15 elemenata od lantana do lutecija s atomskim brojevima od 57 do 71 u periodnom sustavu. Ime su dobili po lantanu. Svi se nalaze u F-bloku osim lutecija. Postoje aranžmani koji isključuju ili lantan ili lutecij iz skupine.